# Gillis Rombouts

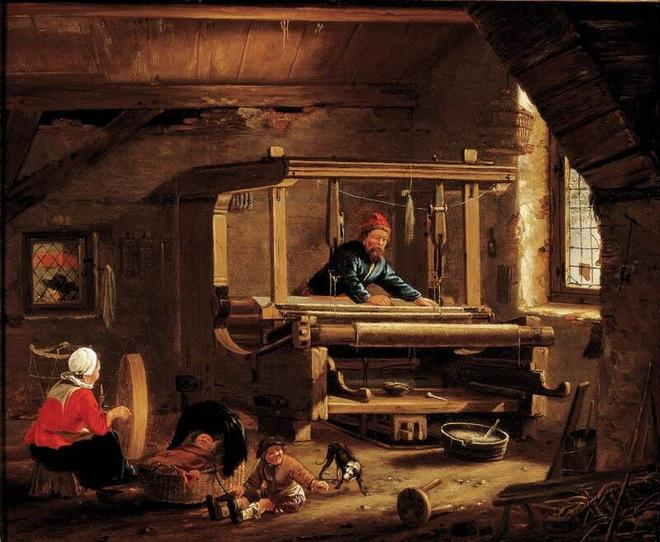
El taller de un tejedor, 1656, óleo sobre tabla, 32 x 38,5 cm, Haarlem, Museo Frans Hals.

Gillis Rombouts (Haarlem, 1630-1672) fue un pintor barroco neerlandés especializado en la pintura de paisajes.
Debió de nacer en Haarlem hacia 1630 pues en un documento de 1656 se decía de 26 años. Se desconoce con qué maestro pudo realizar su formación, pero ya en 1652 pagó su cuota en la guilda de San Lucas como maestro independiente y el mismo año contrajo matrimonio con Maritje Goverts van Eyl. El matrimonio tuvo ocho hijos, la mayoría muertos en la infancia. Uno de ellos, Salomon, el tercero de los hijos de ese nombre al haber fallecido tempranamente los dos mayores, continuó el oficio paterno.
Rombouts pintó paisajes boscosos a la manera de Jacob van Ruisdael y algún interior con la representación de talleres de artesanos, como el interior del Taller de un tejedor del Museo Frans Hals de Haarlem, instalado en el propio hogar, en la línea de Cornelis Decker o Thomas Wijck entre otros maestros de Haarlem.